# Stadion Metalist
Metalist je višenamjenski stadion u ukrajinskom gradu Harkivu. Ipak, najčešće se koristi u nogometu, a na njemu domaće utakmice igra Metalist, nogometni klub iz Harkiva.
Otvoren je 1926. pod imenom Stadion Traktor. Kapaciteta je 43.000 gledatelja. 
Na njemu su odigrane neke utakmice Europskog nogometnog prvenstva, koje je 2012. održano u Ukrajini i Poljskoj.